# Diefenau
Diefenau ist ein Gemeindeteil der Ortsgemeinde Asbach im Landkreis Neuwied im nördlichen Rheinland-Pfalz.

## Geographie
Der Wohnplatz liegt im Niederwesterwald etwa fünf Kilometer südöstlich des Hauptortes Asbach. Diefenau liegt auf einer Niederterrasse am Mehrbach. Der Mehrbach bildet hier die Grenze zwischen den Gemeinden Asbach und Rott im Landkreis Altenkirchen. Die Landesstraße 272 verbindet den Ort mit dem Asbacher Ortsteil Schöneberg und dem Hauptort Asbach sowie mit Flammersfeld.

## Geschichte
Am 4. September 1486 stiftete Bertram von Nesselrode das Kloster Ehrenstein, zum Unterhalt des Klosters schenkte er verschiedene Besitztümer, u. a. den Hof zu „Diffanawe“. 1496 wird Diefenau als einer der Orte der Herrschaft Ehrenberg genannt. Landesherrlich gehörte Diefenau später zum Kurfürstentum Köln und zum Amt Altenwied und war Teil der „Honnschaft Schöneberg“. Nach einer 1660 vom Kölner Kurfürsten und Erzbischof Maximilian Heinrich angeordneten Bestandsaufnahme stand in „Diebenau“ (Diefenau) ein Hof. Er umfasste 73 Morgen Land und 10 Morgen Wiese.
Bei einer Volkszählung im Jahr 1885 hatte der Weiler Diefenau 23 Einwohner die in zwei Häusern lebten. Ende der 1950er-Jahre wurde Diefenau als letzte Ortschaft in der Verbandsgemeinde Asbach an die Stromversorgung angeschlossen.
Bis zum 16. März 1974 gehörte der Wohnplatz zu der bis dahin eigenständigen Gemeinde Schöneberg. Aus ihr und den gleichzeitig aufgelösten Gemeinden Asbach und Limbach sowie einem Teil der Gemeinde Elsaff wurde am 16. März 1974 die Ortsgemeinde Asbach neu gebildet. Diefenau gehört zur weiter bestehenden Gemarkung Schöneberg.

## Forsthaus Diefenau
Das heutige Forsthaus Diefenau ist vermutlich im Jahre 1834 erbaut und wurde zuletzt 1989 umfassend renoviert. Das Forsthaus ist Sitz der Gräflich-Nesselrodschen Forstverwaltung.
Der siebenachsige eingeschossige Krüppelwalmdachbau ist in Bruchstein ausgeführt und ist als Kulturdenkmal in die Denkmalliste des Landes Rheinland-Pfalz aufgenommen.